# ビスケット (YUKIの曲)
「ビスケット」は、YUKIの通算15作目となるシングル。YUKI初の配信限定シングルである。

## 解説
2007年5月25日、YUKIのオフィシャルサイト上で配信が開始された。
前年にリリースされたアルバム『Wave』の制作中に録音されていたデモトラックをもとにリアレンジを施して作られた楽曲。もろく壊れやすい恋心をビスケットに例えたラブソングである。
なお、「ハローグッバイ」以来続いてきた蔦谷好位置作曲によるシングル曲は「メッセージ」まで4作品ほど途絶えることとなる。

## 収録曲
1. ビスケット
  - 作詞：YUKI／作曲：蔦谷好位置／編曲：YUKI、TAKIBIE
  - NTT DoCoMo『N904i』CMソング。CM内では本作のPVの映像も使用された。

## 収録アルバム
- five-star

本曲は『five-star』収録曲の中で唯一、2012年リリースの2枚目のベストアルバム『POWERS OF TEN』に収録されていない楽曲である。